# Loo (Brabant-Septentrional)
Pour les articles homonymes, voir Loo.
Loo, également Terlo,  't Loo ou Loo bij Bergeijk, est un village situé dans la commune néerlandaise de Bergeijk, dans la province du Brabant-Septentrional. Le 1er janvier 2007, le village comptait 1 195 habitants.